# Daniel Jackson
Daniel Jackson, Ph. D. (* 8. července 1965) je fiktivní postava ze světa Hvězdné brány. Ve filmu Hvězdná brána ho ztvárnil herec James Spader, v seriálu Hvězdná brána poté herec Michael Shanks.
Jedná se o doktora archeologie, antropologie a filologie.

## Život
Daniel je jediným dítětem archeologů Melbourna a Claire Jacksonových, kteří zahynuli při nehodě v muzeu. Poté ho vychoval jeho dědeček, archeolog Nicholas Ballard.
Doktor Daniel Jackson hovoří mimo angličtiny dalšími 27 jazyky (epizoda Dvoustá), například starověkou egyptštinou, španělsky, rusky, mandarínsky, německy, dále také goa'uldsky, jazykem Antiků nebo jazykem Unasů. Daniel nejprve pracoval na publikacích, v nichž přesvědčoval vědeckou komunitu revoluční teorií, ve které tvrdí, že egyptské pyramidy sloužily jako přistávací plochy pro goa'uldské Ha'taky. Tak ho našla Catherine Langfordová a seznámila ho s projektem Hvězdné brány. Po událostech na Abydosu se rozhodl tam zůstat se svou abydoskou ženou Sha're. Kvůli únosu své ženy se přidal k týmu SG-1, aby se pokusil ji najít a osvobodit od goa'uldského symbionta. Po její smrti zůstal v programu hvězdné brány, aby se společně s ostatními pokusil najít tak silné spojence a technologie, kterými by mohli porazit Goa'uldy. To se jim nakonec také podařilo, pomohli i zničit replikátory a narazili i na Orie, odnož povznesených Antiků, kteří se stali novou hrozbou. Nakonec se jim podařilo porazit i je a nastolili tak v galaxii vytoužený mír. Kromě svých znalostí se Daniel povznesl, aby se přidal k Ostatním a aby pomohl najít zbytku SG-1 Ztracené město Antiků, kde by mohli najít vyspělé zbraně. Oma Desala ho ale zastavila a snížila jej opět do lidské formy. Při závěrečné bitvě s Goa'uldy a replikátory byl zabit a měl se znovu rozhodnout, zda se opět povznese. Oma ho však důrazně varovala, že napotřetí mu rozhodně nebude pomáhat v povznesení. Když se Oma vzepřela pravidlům a zničila Anubise, ostatní nakonec Daniela vrátili zpět k jeho přátelům. Během misí s SG-1 vyniká svými diplomatickými a komunikačními dovednostmi, dokázal přesvědčit Morganu le Fay, aby jim pomohla v boji proti Oriům, dokonce sdílel vědomí s Merlinem, kterého našli při pátrání po Sangraalu. Díky těmto vědomostem dokázal pomoci svým přátelům utéci před Adrií a nakonec s pomocí Merlina vytvořili zbraň, se kterou zničili Orie. Adria se pak před svou smrtí povznesla a převzala jejich místo i kolektivní moc. Daniel Jackson je neocenitelným členem týmu.